# Albert Kesselring
Albert Kesselring (n. 30 noiembrie 1885, Marktsteft, Regatul Bavariei, Reich-ul German – d. 16 iulie 1960, Bad Nauheim, Republica Federală Germania) a fost un mareșal german al Luftwaffe în timpul celui de-al Doilea Război Mondial. În cariera sa militară care a cuprins ambele războaie mondiale, Kesselring a devenit unul din cei mai pricepuți comandanți al Germaniei Naziste, fiind unul dintre cei 27 militari cărora li s-a decernat Crucea de Cavaler a Crucii de Fier cu frunze de stejar, săbii și diamante. Poreclit de către Aliați „Albert zâmbărețul” și „Unchiul Albert” de propriile trupe, el a fost unul dintre cei mai populari generali în cel de-al Doilea Război Mondial.

## Tinerețea
Albert Kesselring s-a născut ca fiul lui Carl Adolf Kesselring, director de școală și consilier municipal și Rosina.
Albert și-a petrecut primii săi ani de viață în Marktsteft, unde rudele lui aveau o fabrică de bere încă din 1688.
Admis din Liceul Creștin din Bayreuth în 1904, Kesselring s-a înrolat în Al Doilea Regiment de Artilerie Bavarez din Armata germană cu gradul de cadet. Între anii 1905-1906 a urmat cursurile Academiei Militare, apoi între anii 1909-1910 cursurile Școlii de Artilerie și Geniu din München.
În anul 1910 Kesselring s-a căsătorit cu Luise Anna Pauline (Liny) Keyssler, fata unui farmacist din Bayreuth. Din mariajul lor nu s-a născut niciun copil, dar în 1913 l-au adoptat pe Rainer, fiul unui  văr de-al doilea al lui Albert.

## Primul Război Mondial
În timpul Primului Război Mondial, Kesselring a servit cu regimentul său în Lorena până la sfârșitul lui 1914, înainte de a fi transferat la Regimentul 1 Artilerie din Bavaria. În 19 mai 1916, a fost promovat la gradul de Hauptmann (căpitan) și în același an a fost transferat la al 3-lea Regiment de Artilerie din Bavaria din nou. El s-a remarcat în Bătălia de la Arras, în 1917, în respingerea unui atac britanic. Pentru serviciile sale de pe frontul de vest, el a fost decorat cu Crucea de Fier clasa 1 și 2.
În 1917 el a fost detașat la statul major, chiar dacă el nu a absolvit Academia Militară din Bavaria. El a servit pe Frontul de Est în Statul Major al Diviziei 1 din Bavaria înainte de a reveni pe Frontul de vest în 1918 ca ofițer de stat major la Corpul Bavarez II și III.

## Perioada interbelică
La încheierea războiului, Kesselring a fost demobilizat (așa cum era prevăzut de Tratatul de la Versailles).
O dispută cu liderul local al Freikorps a dus la emiterea unui mandat de arestări mandat pentru presupusa sa implicare într-un puci împotriva conducerii  Corpului III bavarez și Kesselring a fost aruncat în închisoare. El a fost curând eliberat, dar superiorul său, maiorul Hans Seyler, l-a criticat pentru că "nu a reușit să afișeze discreția necesară".
Din 1919-1922, Kesselring a servit ca comandant de baterie,   Regimentul Artilerie 24. El s-a alăturat Reichswehr-ului la 01 octombrie 1922 și a fost trimis la Departamentul pentru Pregătirea militară la Ministerul Reichswehr în Berlin. El a rămas în acest post până în 1929, când s-a întors în Bavaria în calitate de comandant la Wehrkreis VII din Munchen.
În acest timp petrecut la Ministerul Reichswehr, Kesselring a fost implicat în organizarea armatei, reducerea cheltuielile generale de personal pentru a produce cea mai bună armată cu resursele limitate disponibile. El a ajutat la reorganizarea Departamentului de Tehnică de Luptă, punând bazele cercetării și dezvoltării, în privința producerii de arme noi. El s-a  implicat în manevre militare secrete care au avut loc în Uniunea Sovietică în 1924 și în așa-numitul Plan mare pentru divizia armată 102, care a fost pregătit în 1923 și 1924. După un alt stagiu de scurtă durată la Ministerul Reichswehr, Kesselring a fost promovat la gradul de Oberstleutnant (locotenent-colonel), în 1930 și a petrecut doi ani în Dresda cu Regimentului 4 Artilerie.
Împotriva voinței sale, Kesselring a fost destituit din cadrul armatei la 1 octombrie 1933 și numit șef al Departamentului de Administrație de la Comisariatul Reichului pentru Aviație (Reichkommissariat für die Luftfahrt), precursor al Ministerului Aviației (Reichsluftfahrtministerium), cu rangul de Oberst (colonel). Tratatul de la Versailles interzicea Germaniei să mențină forță aeriană, dar aceasta era nominal doar o agenție civilă.
Luftwaffe a fost în mod oficial înființat în 1935. [17] Ca șef, el a trebuit să-și selecteze noul său personal de la zero. El a recreat industria aviatică și a construit fabrici secrete, cu  industriași și ingineri de aviație. El a fost promovat la gradul de Generalmajor (general-maior) în 1934 și Generalleutnant (general-locotenent) în 1936. Ca și alți generali ai Germaniei naziste, el a primit personal bani de la Adolf Hitler. În cazul lui Kesselring, 6000 mărci, o sumă considerabilă la momentul respectiv

## Al Doilea Război Mondial

#### Campania din Italia
Sicilia

#### Invazia aliată a Italiei
Salerno
Bătălia de la San Pietro Infine
Casino și Anzio
Măsuri de protecție a culturii și populației Italiei
Crime de război